# Jerwand Jerkanjan
Jerwand Jerkanjan (armenisch Երվանդ Վահանի Երկանյան, Transkription Jerwand Wahani Jerkanjan, wiss. Transliteration Ervand Vahani Erkanyan; russisch Ерванд Ваганович Ерканян, Transkription Jerwand Waganowitsch Jerkanjan; geboren am 5. November 1951 in Leninakan, Armenische SSR, Sowjetunion) ist ein armenischer und sowjetischer Komponist, Geiger und Hochschullehrer.

## Leben
Jerwand Jerkanjan wurde 1951 in einer Familie von Heimkehrern aus der armenischen Diaspora geboren. Nach dem Besuch des städtischen Musikkollegs ab 1966 studierte er von 1970 bis 1975 am Staatlichen Konservatorium Jerewan Violine bei Hakob Vardanjan und Komposition bei Grigor Jeghiasarjan. Bei ihm absolvierte er bis 1977 noch eine Aspirantur.
Bereits 1975 ging er in den Lehrberuf und arbeitete als Dozent für Komposition und Kontrapunkt am Staatlichen Konservatorium Jerewan – eine Tätigkeit, die er bis 1994 ausübte. 1975 wurde er auch in den Armenischen Komponistenverband aufgenommen.
Jerkanjan wirkte außerdem ab 1978 als Mitherausgeber der Kritischen Gesamtausgabe der Werke des armenischen Komponisten Komitas Vardapet. 1982 bis 1984 war er Programmchef für E-Musik beim Staatlichen Rundfunk Jerewan. Im Komponistenverband übernahm er 1985 den Vorsitz der Abteilung Oper, Sinfonie und Kammermusik.
1987 gründete er Tagharan, ein Ensemble für Alte Musik, das er als Dirigent bis 1994 leitete. Es erlangte bald den Status eines staatlichen Ensembles mit zeitweise hohem Bekanntheitsgrad. Tagharan entwickelte ein Repertoire aus mehr als 350 geistlichen und weltlichen armenischen Gesängen. Darüber hinaus führte das Ensemble auch viele Werke europäischer Komponisten aus Renaissance, Barock und Klassik auf, etwa Claudio Monteverdis L’incoronazione di Poppea und L’Orfeo. Es erarbeitete sich mit mehr als 500 Konzerten einen internationalen Ruf, gastierte u. a. in Frankreich, den Niederlanden, Österreich, Jugoslawien, im Libanon, in Argentinien, Brasilien und Uruguay. Die 1990 erschienene CD Armenian spiritual music of the 5th-13th centuries wurde mehrfach neu aufgelegt.
Jerkanjan ging 1994 auf Einladung der armenischen Organisation Hamazkayin in den Libanon, wo er die Leitung des Koussan-Chors übernahm und ein Jahr später drei weitere Ensembles gründete: den Hayastan-Kammerchor, das Violinisten-Ensemble und das Madrigal-Ensemble für Alte Musik. Mit diesen Gruppen formierte er eine Philharmonische Gesellschaft und trat mehrfach in Beirut sowie 1999 beim Byblos International Festival auf. 2000 wurde Jerkanjan zum Direktor des Parsegh Ganatchian Conservatory in Beirut ernannt.
2007 kehrte Jerkanjan nach Armenien zurück, wo er weiterhin als Komponist und Hochschullehrer, seit 2013 als Professor, am Konservatorium Jerewan tätig ist.

## Schaffen
Jerkanjans kompositorisches Werk umfasst Bühnenwerke in den Gattungen Ballett und Oper, Vokal- und Chormusik, darunter Oratorien und Kantaten, ferner Orchesterwerke, u. a. Instrumentalkonzerte, Sinfonische Dichtungen und Sinfonien, außerdem Kammer-, Klaviermusik und Bearbeitungen armenischer Gesänge.
Zu den Einflüssen auf Jerkanjans Musik zählen einerseits die Musiksprachen der Moderne von Igor Strawinsky, Olivier Messiaen, Iannis Xenakis und Pierre Boulez, anfänglich auch Elemente der Seriellen Musik, andererseits die mittelalterliche armenische Musik.
Jerkanjan gehörte mit Martun Israjeljan und Aschot Sohrabjan zu einer Generation armenischer Komponisten, die sich vom Vorbild Aram Chatschaturjan lösten. Weitgehend unbeanstandet von der vergleichsweise liberalen Zensur in der Armenischen SSR konnten sie in den 1970er und 1980er Jahren einen „speziellen Sound“ in der zeitgenössischen armenischen Musik entwickeln.

## Auszeichnungen (Auswahl)
- 1993 Mesrop-Maschtoz-Orden[4]
- 2009 Staatspreis Musik für Chronicon[6]
- 2011 Verdienter Künstler der Republik Armenien[7]
- 2016 Preis der Kulturministeriums der Republik Armenien[4]
- 2021 Moses-von-Choren-Medaille[8]